# 下高井戶
下高井戶（日语：／ Shimo-takaido */?）是東京都杉並區的町名。現行行政地名為下高井戶一丁目至下高井戶五丁目。2013年10月1日為止的人口18,649人。郵遞區號168-0073。

## 地理
位於杉並區南部。北鄰杉並區高井戶東、濱田山。東北與東鄰杉並區永福。南鄰世田谷區赤堤、櫻上水、上北澤。西鄰杉並區上高井戶。町域南端附近有京王線車站，車站周邊可見商店，其他地區為住宅區。

## 歷史

### 地名由來
來自古時的下高井戶村。

## 交通
町域東南端（世田谷區交界附近）有京王線、東急世田谷線下高井戶站，中部可利用鄰近的京王線櫻上水站，西部可利用鄰近的上北澤站。

## 設施
- 塚山公園
- 下高井戶濱田山八幡神社
- 東京電力總合運動場（東京電力総合グラウンド）
- 東京都立大塚聾學校永福分教室
- 東京都立杉並總合高等學校
- 三菱東京UFJ銀行上北澤支店

## 備註
1. ↑  .   [2013-10-24]. （原始内容存档于2013-10-22）.